# Finnøy
Finnøy è un ex comune norvegese della contea di Rogaland. Dal 1º gennaio 2020 è stato unito, insieme a Rennesøy al comune di Stavanger.
A Finnøy, nel 1802, nacque Niels Henrik Abel, noto matematico per i suoi contributi all'algebra.